# Ocultació lunar rasant
Una ocultació lunar ocorre quan la lluna, movent-se al llarg de la seva trajectòria orbital, passa davant d'una estrella o un altre objecte celestial, segons el considerat per un observador (normalment a la terra). Una  ocultació lunar rasant  (també conegut com a ocultació rasant, rasant lunar o només rasant) passa quan un dels vores de la lluna paral·lels a la seva trajectòria orbital sembla tocar o fregar l'objecte a mesura que la lluna es desplaça. Quan això succeeix, un observador correctament posicionat veurà l'objecte fregat desaparèixer i reaparèixer, possiblement diverses vegades, a mesura que les muntanyes i les valls de la lluna passen davant de l'objecte.
Els rasants es succeeixen durant el curs d'alguns minuts, i depenent del terreny lunar i de la posició de l'observador, l'objecte pot desaparèixer i reaparèixer només una vegada o més de 10 vegades. Els observadors situats tot just alguns centenars de metres més enllà en una línia perpendicular a la trajectòria rasant poden fer observacions radicalment diferents. Per exemple, en una localització, una muntanya lunar pot passar davant de l'objecte, causant desaparició i reaparició, mentre que en una posició diferent la muntanya pot simplement passar sota de l'estrella sense enfosquir-la.
Mesurant acuradament les posicions de molts observadors i controlant el temps dels esdeveniments de desaparicions i reaparicions, és possible construir un perfil extremadament exacte del terreny lunar. Ja que les trajectòries rasants rarament passen sobre observatoris establerts, els astrònoms aficionats són els registradors principals de les dades de rasant. Normalment utilitzen unitats portàtils GPS per determinar la seva posició i càmeres de vídeo muntades en telescopis per gravar els esdeveniments de desaparició i reaparició. La sincronització de temps exacta és proporcionada pels senyals de temps de l'enregistrament (com WWV) al canal d'àudio.